# كلج
الكُلَّج (بالتركية: Güllaç) هي حلوى تركية مصنوعة من الحليب وماء الورد والرمان ونوع خاص من المعجنات. يكثر أكله في رمضان.
يعُدّ البعضُ الكُلَّج أصلَ البقلاوة. أوجه الشبه بين الحلويتين كثيرة، مثل استخدام طبقات رقيقة من العجين والمكسرات بينهما. تُحضر عجينته الآن بنشا الذرة ودقيق القمح في حين أن أصلها كان من مصنوعًا من نشاء القمح فقط. يحتوي جوزًا بين الطبقات التي توضع في الحليب.